# Настасов
Настасов (укр. Настасів, пол. Nastasów) — село в Великоберезовицкой поселковой общине Тернопольского района Тернопольской области Украины.
Расположен на речке Нишла и двух её притоках — Свинюхе и Кнур на юго-западе района. Центр сельского совета (рады). К Настасиву присоединен хутор Колонии.
Село Настасов находится в центральной части Тернопольской области на расстоянии 18 километров от областного центра г. Тернополя (25 километров асфальтированной дорогой).
Население — 1762 жителей (2019).

## История
Вблизи Настасова обнаружены археологические памятники позднего палеолита. Первое письменное упоминание о селе относится к 1581 году.

## Достопримечательности
- костёл (1729),
- церковь Вознесения Господнего (1902)
- Настасовский дендропарк местного значения

## Известные уроженцы
- Ганкевич, Климентий Николаевич (1842—1924) — украинский филолог, лингвист, одним из наиболее ярких представителей галицких философов-идеалистов.
- Павуляк, Ярослав Иванович (1948—2010) — украинский поэт
- Тесля, Иван (1902—1996) — украинский географ, педагог.